# 盧卡斯·科澤涅斯基
盧卡斯·科澤涅斯基（英語：Lucas Kozeniesky，1995年5月31日—），美國射擊運動員，他代表美國隊參加了日本舉行的2020年夏季奧林匹克運動會，並且在混合團體10米空氣步槍比賽上獲得銀牌。